# Prosciutto de Capitán Pastene
Il prosciutto di Capitán Pastene è un salume tipico della località di Capitan Pastene, nella Regione dell'Araucanía, in Cile.
Nel 2015 ha ottenuto il riconoscimento del marchio di Denominación de Origen (denominazione di origine).

## Storia

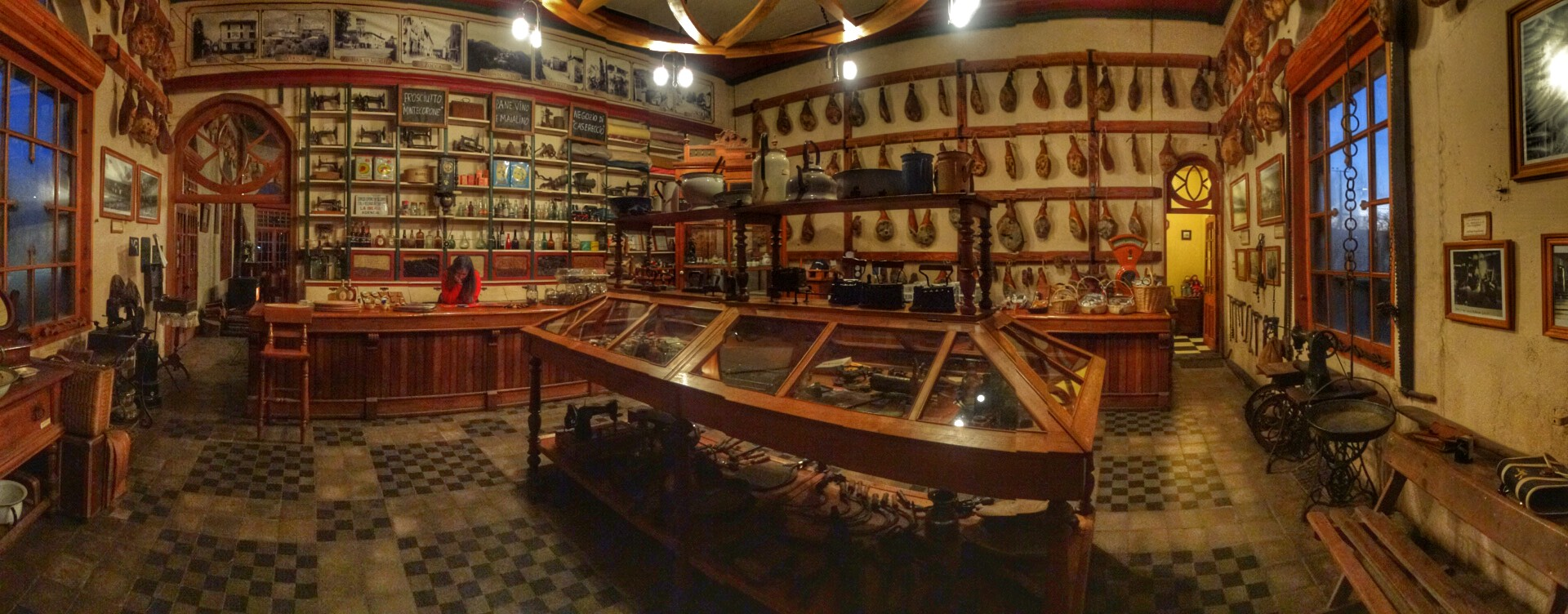
Museo-emporio Montecorone a Capitan Pastene

La tecnica di lavorazione del prosciutto deriva da una ricetta tradizionale della salumeria modenese, portata in Cile dagli immigrati provenienti dall'appennino modenese che nei primi anni del XX secolo fondarono la città di Capitan Pastene. Fino agli anni 1990 la lavorazione del prosciutto è rimasta in ambito familiare, fin quando Angelo Iubini andò a visitare i propri parenti a Montecorone (frazione di Zocca), dove riscoprì e imparò le tecniche dei salumieri modenesi. Nel 2004, in occasione del centenario dell'arrivo dei primi coloni emiliani, venne organizzata una grande festa e ci si accorse del grande interesse per la cucina italiana. Vennero allora fondate alcune aziende artigianali, che ora producono annualmente migliaia di prosciutti.
Nel corso degli anni, la ricetta originale è stata in parte modificata per adattarsi alle condizioni climatiche e al gusto degli abitanti della zona, fino ad ottenere un sapore caratteristico.

## Produzione

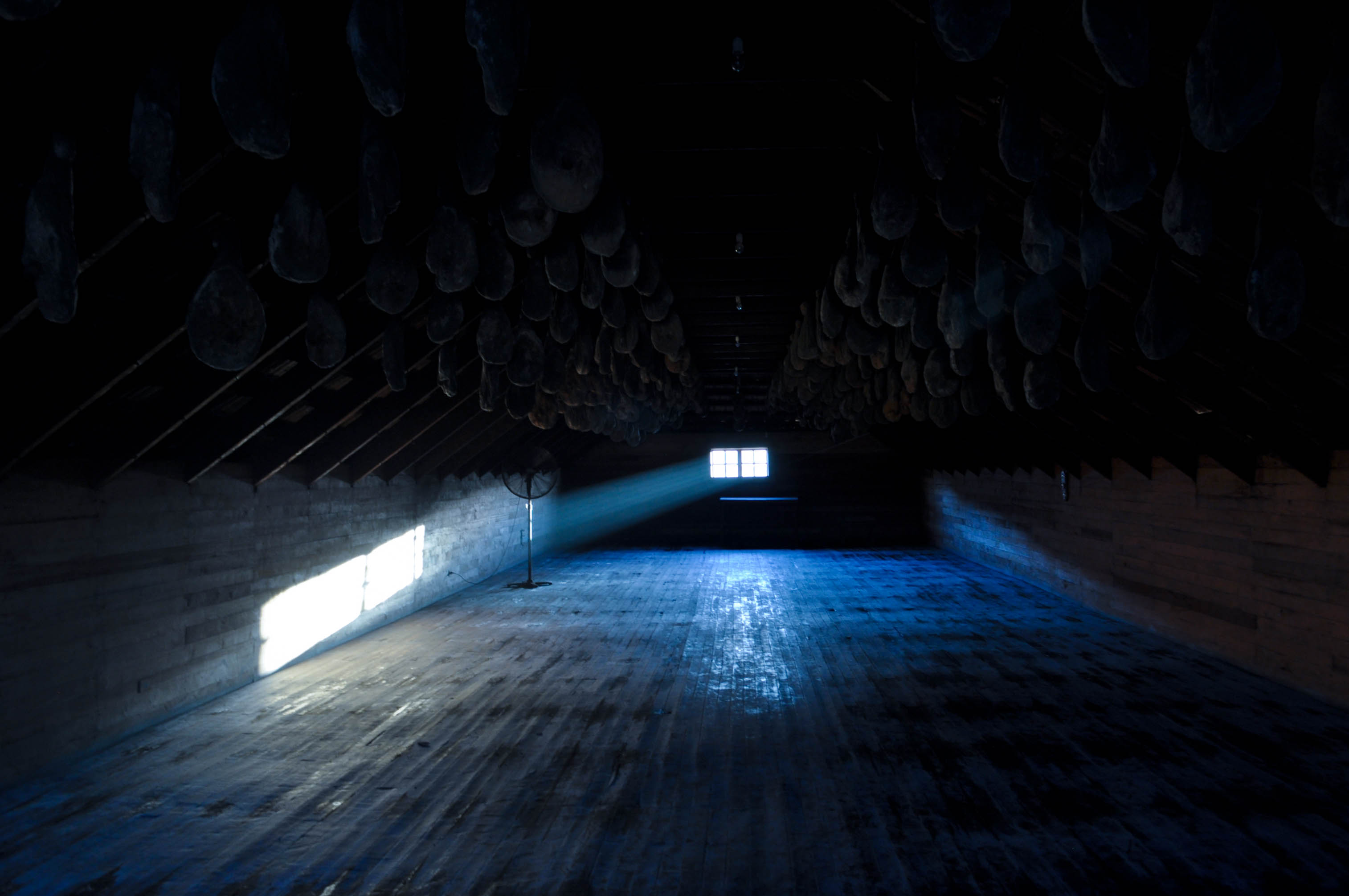
Sala di stagionatura dei prosciutti

Il prosciutto crudo è ottenuto dalla coscia posteriore del maiale, che viene salata e affumicata con legna, e infine stagionata per un periodo compreso tra i 12 a 30 mesi con i benefici effetti dell'aria fredda proveniente dalla Cordigliera di Nahuelbuta.